# 1049
1049 (MXLIX) je bilo navadno leto, ki se je po julijanskem koledarju začelo na nedeljo.

## Dogodki
- Sveti sedež: rimsko-nemški cesar Henrik III. prekine s sedisvakanco in za novega papeža predlaga Leona IX., ki je 152. papež po seznamu. Odločitev se dolgoročno izkaže za usodno, saj je Leon IX. prvi papež, ki se je v ideološkem boju s konstantinopelskim patriarhom Mihaleom Kerularijem skliceval na verodostojnost Konstantinove darovnice, kar je v odnosu do pravoslavja vodilo v Veliki razkol (1054), v odnosu do posvetnih oblasti pa v investiturni boj.
- Pisanci dokončno preženejo arabske pirate s Sardinije.
- Valižani se v sodelovanju z irskimi Vikingi ponovno podajo na roparski pohod v Anglijo.
- Začetek invazije arabsko govorečega saharskega beduinskega ljudstva Banu Hilal na Magreb. Invazija  močno oslabi dinastiji Ziridov in Hamadidov. Če je pred invazijo gospodarstvo temeljilo na poljedelstvu in trgovini, po invaziji postane prevladujoče pašno nomadstvo, poraženci pa se zatečejo k pomorstvu in piratstvu. Invazija prispeva k pospešeni arabizaciji drugače prej večinsko berbersko govorečega Magreba.

## Rojstva
- 9. oktober - Seondžong, 13. korejski kralj dinastije Gorjeo († 1094)
- Godelina, flamska svetnica († 1070)

## Smrti
- 1. januar - Odilo Clunyjski, benediktanski opat, svetnik (* 962)
- 9. avgust - papež Damaz II.
- Evstacij I., grof Boulogneja